# کنش متقابل‌گرایی
کنش متقابل‌گرایی (به انگلیسی: Interactionism) یا «تعامل‌گرایی» در جامعه‌شناسی خرد، دیدگاهی نظری است؛ که رفتار اجتماعی را محصول تعامل فرد و موقعیت می‌بیند. به عبارت دیگر، فرآیندهای اجتماعی (مانند تضاد، همکاری، شکل‌گیری هویت) را از رابطه اجتماعی استخراج می‌کند. به موجب آن ذهنی معانی برای توضیح یا درک رفتار اجتماعی ضروری است.
این دیدگاه به مطالعه روش‌هایی می‌پردازد که افراد از طریق تعاملات خود، جامعه را شکل می‌دهند و توسط آن شکل می‌گیرند؛ بنابراین تعامل گرایی استدلال می‌کند فرد به جای صرفاً یک شی منفعل در محیط خود، یک قطعه فعال و آگاه از بافت اجتماعی سیستم است. بر این باور است که کنش‌های متقابل توسط معانی ای هدایت می‌شوند که به خود، به دیگرانی که هر فرد با آنها تعامل دارد، و به موقعیت‌های تعاملی هدایت می‌شوند؛ که همه آنها در تعامل خود تغییر می‌کنند. از این نظر، تعامل گرایی ممکن است در تقابل با مطالعات جامعه‌پذیری قرار گیرد؛ تا جایی که تعامل گرایی افراد را تصور می‌کند که حداقل به همان اندازه که گروه‌ها بر افراد تأثیر می‌گذارند، بر گروه‌ها تأثیر بگذارند.
جورج هربرت مید، به عنوان مدافع پراگماتیسم و ذهنیت واقعیت اجتماعی، پیشرو در توسعه تعامل گرایی تلقی می‌شود. هربرت بلومر کار مید را گسترش داد و اصطلاح «کنش متقابل نمادین» را ابداع کرد. از طریق این دیدگاه (در تکنیک‌های مدرن) می‌توان رفتار انسان را از سه بخش مشاهده کرد: ویژگی، موقعیت و تعامل (بین صفت و موقعیت). «ویژگی» به میزانی اشاره دارد که شخصیت به‌طور مستقیم بر رفتار، مستقل از موقعیت (و بنابراین به‌طور مداوم در موقعیت‌های مختلف) تأثیر می‌گذارد. «وضعیت» میزان پاسخگویی همه افراد مختلف را اساساً به یک موقعیت معین در نظر می‌گیرد. و «تعامل» شامل روش‌هایی است که در آن موقعیت یکسان بر افراد مختلف تأثیر متفاوتی می‌گذارد.

## زیرمجموعه‌ها و دانش‌پژوهان
کنش متقابل‌گرایی چندین زیرمجموعه دارد:
- کنش متقابل‌گرایی کلاسیک[۴]
- روش‌شناسی مردمی
- کنش متقابل‌گرایی کل نگر[۴]
- پدیدارشناسی
- کنش اجتماعی
- ساخت‌گرایی اجتماعی
- کنش متقابل نمادین (کنش متقابل‌گرایی بلومری)
- تفهم

### پژوهشگران اثرگذار
- جورج هربرت مید
- چارلز کولی
- ویلیام ایزاک توماس
- هربرت بلومر
- اورت هیوز
- اروینگ گافمن
- انسلم استراوس
- رالف اچ. ترنر

## کنش‌های متقابل
کنش متقابل‌گرایی دیدگاهی است جامعه‌شناسی خرد که استدلال می‌کند معنا از طریق کنش‌های متقابل افراد تولید می‌شود.
رابطه اجتماعی فرآیندی چهره به چهره متشکل از کنش‌ها، واکنش‌ها، و سازگاری متقابل بین دو یا چند نفر با هدف ارتباط با دیگران است. (همچنین شامل تعامل حیوانات مانند جفت‌گیری می‌شود) این تعامل شامل تمام زبان (از جمله زبان بدن) و رفتار است. اگر تعامل پیش از اینکه کسی قصد انجام آن را داشته باشد در خطر پایان یافتن باشد، می‌توان با انطباق با انتظارات دیگران، با نادیده گرفتن برخی حوادث یا با حل مشکلات ظاهری، آن را حفظ کرد.
اروینگ گافمن بر اهمیت کنترل در تعامل تأکید کرد: شخص باید سعی کند رفتار دیگران را در طول تعامل کنترل کند تا به اطلاعاتی که به دنبال آن است دست یابد و درک تصویر خود را کنترل کند. مفاهیم مهم در زمینه کنش متقابل گرایی عبارتند از «نقش اجتماعی» و گافمن «ارائه خود».

## روش‌شناسی
کنش‌گراها علاقه‌مندند که مردم چگونه خود را در محیط اجتماعی گسترده‌تر می‌بینند و چگونه در جامعه عمل می‌کنند. در موارد شدید، کنش‌گرایان طبقه اجتماعی را انکار می‌کنند و استدلال می‌کنند که افراد یک طبقه را نمی‌توان به همه به یک طریق تعمیم داد. در عوض، این تعامل گرایان بر این باورند که همه نگرش‌ها، ارزش‌ها، فرهنگ و باورهای متفاوتی دارند؛ بنابراین، وظیفه جامعه‌شناس است که مطالعه را در جامعه انجام دهد. آنها برای گردآوری داده‌های کیفی اقدام کردند.

### رد روش‌های اثبات‌گرایانه
کنش‌گرایان داده‌های آماری ( کمی) را رد می‌کنند، روشی که پسااثبات‌گرایان ترجیح می‌دهند. این روش‌ها عبارتند از: آزمایش، مصاحبه ساختاریافته، پرسشنامه، مشاهده غیر مشارکتی و منبع ثانویه. این رد بر اساس چند انتقاد اساسی است که عبارتند از:
- داده‌های آماری معتبر نیست. به عبارت دیگر، این روش‌ها تصویر واقعی جامعه را در مورد موضوع مورد پژوهش به مردم ارائه نمی‌دهند.
- پژوهش کمی سوگیری انجام شده‌است و بنابراین عینی نیست. در حالی که جامعه‌شناس دور است، استدلال می‌شود که وجود یک فرضیه دلالت بر این دارد که پژوهش به سمت یک نتیجه‌گیری از پیش تعیین شده (به عنوان مثال، آزمایش روزنن در سال ۱۹۷۳). بنابراین، چنین پژوهش هاییی توسط تعامل گرایان رد می‌شود و ادعا می‌کنند که  مصنوعی است و همچنین فلسفه اخلاق را برای آزمایش روی افراد مطرح می‌کند.

### روش‌های کنش متقابل ترجیحی
کنش متقابل‌گرایان چندین روش را برای تقابل با روش‌های ساختارگرایی ترجیح می‌دهند، به ویژه: مصاحبه‌های بدون ساختار، مشاهده مخفی شرکت‌کننده، آشکار مشاهده همراه با مشارکت و تحلیل محتوا از طریق تجزیه و تحلیل اسناد تاریخی، عمومی و شخصی. روش‌های تعامل‌گرایانه عموماً نیاز مطلق به ارائه آمار را رد می‌کنند. آمار اجازه می‌دهد تا علت و معلول نشان داده شود، و همچنین متغیرها را جدا کند تا روابط و روندها در طول زمان قابل تشخیص باشند. در عوض، کنش‌گرایان می‌خواهند برای توضیح جامعه «عمق بروند»، با این حال این انتقادات را به دنبال دارد، از جمله:
- اطلاعات و پژوهش‌های جامعه‌شناختی را نمی‌توان با یکدیگر مقایسه کرد، بنابراین هرگز نمی‌توان به‌طور واقعی درک کرد که جامعه چگونه تغییر می‌کند.
- داده‌ها قابل اعتماد نیستند.
- اطلاعات گردآوری شده توسط یک جامعه‌شناس تفسیر می‌شود (از این رو نام مفسر است، بنابراین عینیت نیست.

با وجود این انتقادات، روش‌های تعامل‌گرایانه امکان انعطاف‌پذیری را فراهم می‌کنند. این واقعیت که فرضیه وجود ندارد به این معناست که جامعه‌شناس در تلاش برای اثبات جزم یا نظریه ریشه ندارد. در عوض، پژوهشگران به آنچه کشف می‌کنند واکنش نشان می‌دهند، بدون اینکه چیزی در مورد جامعه فرض کنند. (این کاملاً درست نیست: برای بسیاری از مطالعات با استفاده از روش‌های تعامل گرایانه می‌توان فرضیه‌هایی وجود داشت. سپس ممکن است محقق تمایل داشته باشد که رویدادهای خاصی را مشاهده کند که در عین حال تصویر بزرگتر را نادیده می‌گیرد. اگر چنین مطالعاتی به خوبی انجام نشود، این همچنان نتایج را مغایر خواهد کرد. به همین دلیل است که برخی از نظریه پردازان به این روش روی آورده‌اند. همچنین نشان می‌دهد که چگونه رفتار انسان از طریق تعاملات، یعنی اجتماعی شدن، تحت تأثیر قرار می‌گیرد و تغییر می‌کند)

### مطالعات موردی
- آزمایش میدانی:
  - در آزمایش رزنن، دیوید رزنن (۱۹۷۳) ۸ محقق عادی را برای انجام مطالعه ای در ۱۲ بیمارستان در مورد درمان سلامت روان در کالیفرنیا یافت. منتقدان استدلال می‌کنند که این روش غیراخلاقی بود و اکثریت قریب به اتفاق طرفداران تعامل با آن موافق هستند.
- مصاحبه بدون ساختار:
  -     - هارون سیکورل و جان کیتسه (۱۹۶۳) یک قوم‌شناسی تحصیل در مدارس آمریکا.
    - هوارد بکر (۱۹۷۱)

  - ویلیام لبوف (۱۹۷۳) زبان‌شناسی اجتماعی را مطالعه کرد.
  - جوان اسمیت (۱۹۹۸)
- مشاهده همراه با مشارکت:
  - جان هوارد گریفین
  - مایکل هارالامبوس

## پیوند به نظریه‌های دیگر
کنش متقابل‌گرایی یا این ایده که افراد آگاهی، مهارت و قدرت بیشتری برای تغییر موقعیت خود دارند، به چندین نظریه دیگر مرتبط است.
- نئومارکسیسم اصطلاحی ساده برای رویکردهای مختلف سده بیستم است که مارکسیسم و نظریه مارکسیستی را معمولاً با ترکیب عناصری از سنت‌های فکری دیگر، مانند نظریه انتقادی، روانکاوی یا اگزیستانسیالیسم اصلاح یا گسترش می‌دهند.
- پلورالیسم این ایده است که «عمومی به آنچه که عموم می‌خواهد می‌رسد». این تصوری است که زندگی ما مانند یک دموکراسی نیابتی انتخاب می‌کند. این ایده انتخاب مصرف‌کننده به این معنی است که هر فردی به عنوان مصرف‌کننده قدرت دارد تا در صورت تمایل، هر جنبه ای از زندگی را تغییر دهد. وضعیتی که وجود دارد، طبق نظریه، بازتابی از هنجارها، ارزش‌ها و باورهای اکثریت مردم است. با ایده قدرت فردی همخوانی دارد، اگرچه جامعه شناسان کنش متقابل ممکن است این ایده را نپذیرند که همه ما به عنوان «مصرف‌کننده» برچسب خورده‌ایم.